# 孃王
《孃王》為日本作家倉科遼企劃之《霓虹街三部曲》之第一部作品，由漫畫家紅林直作畫，第1部連載於集英社的青年漫畫雜誌《Business Jump》2004年第18號至2008年第5號，第2部（《孃王 Virgin》）連載於《Business Jump》2009年第11號至今，單行本至2008年時有12卷。
2005年10月7日至12月23日，東京電視台在日本時間每星期五播出電視劇版，全12集，為新深夜日劇時段《電視劇24》系列的第一作，系列特色為有由AV女優演出之情色鏡頭出現。

## 故事
- 第一部-孃王

女大學生藤崎彩（ふじさき あや）因為要替經營中小企業破產的父親償債1億5千萬日元，於是退學下海從事酒店女公關（キャバクラ嬢，即坐檯小姐）。為贏取六本木酒店“Club Piano”所舉辦的“R1”（第一女公關）的稱號（嬢王）及五千萬日元的獎金，藤崎彩只好使出渾身解數，但是其他的女公關可也不是省油的燈。一場揭露酒店女公關華麗生活內幕的肉搏戰於是展開。
- 第二部-孃王Virgin

高中畢業的杏藤舞(原幹惠飾)正苦惱畢業後的出路時，得知"孃王-GP2nd"的比賽，獲勝獎金為一億日圓。為了改變自己凡事退縮不願面對的個性，毅然決然投身華麗的夜生活，成為陪酒女公關。而與杏藤舞同樣平成出身其他參賽者，也為了二代孃王的頭銜與一億日圓的獎金，將無所不用其極的使出渾身解數......。劇情的設定是上次大戰的三年之後，日本經濟的不景氣讓六本木的繁華每況愈下，於是決定再辦一次孃王大賽，獎金從一億變成三億日幣，不過角逐者也跟著增加了三倍 (100→300人)。所謂的「孃王 Virgin」，並不是一定要是處女才能參加這次比賽，而是參賽的資格限定在平成元年 (1989) 以後出生的，也就是20歲以下的女公關參加。
- 第三部-孃王~Special Edition~

以「孃王-GP2nd」中獲勝的杏藤舞(原幹惠)離開夜生活，作為一位見習美髮師開始工作。可是，被不幸的事件捲進，背了3000萬日元欠債。之後因把她從困境解救出的小宮山櫂人(渡部豪太)的請求，舞在小宮山姐弟管理的俱樂部"海邊"作為女公關復歸。舞的復歸受到盛況歡迎,不過，在背地裡香月理央名(明日花綺羅)帶領的隊伍們不擇手段想要奪取舞的客人。在這家為了銷售額而彼此互相傷害的事層出不窮的這家店裡工作，舞不禁惶然失措...

## 電視劇

### 孃王
女主角是由著名經紀公司Oscar製作旗下的女藝人北川弘美飾演。

#### 主要角色
- 藤崎彩 -- 北川弘美飾
- 靜香 -- 小川奈那飾
- 西崎達也 -- 金子昇（日语：金子昇）飾
- 二階堂亞莉莎 -- 蒼井空飾
- 望月惠 -- 吉澤明步飾
- 如月麗華 -- 飯澤桃飾
- 橘真帆 -- 麻丘實希飾
- 中坊精二 -- 中原丈雄飾
- 中坊慎一 -- 元木行哉飾
- 尾崎清貴 -- 桐島優介飾

#### 工作人員
- 脚本：遠藤彩見
- 主編：大田哲夫（東京電視台）
- 編導：岡部紳二、森田昇（東京電視台）、高橋萬彦、岩田和行

#### 主題歌
- 『What's up』- KOTO
- 『Perpetual Snow』- Ring from Vo Vo Tau

### 孃王 Virgin
2009年東京電視台正式決定開拍《孃王》之續集《孃王 Virgin》,並將由同屬Oscar製作的原幹惠擔任女主角及於2009年10月2日至12月18日首播。

#### 主要角色
- 杏藤  舞 - 原幹惠 飾
- 泉優衣華 - 原紗央莉 飾
- 一条亜美 - 麻美由真 飾
- 雨宮純一 - 永田彬 飾
- 木下  朋 - 黒川芽以 飾
- 桐島香織 - 嘉那蕾音 飾
- 水城沙羅 - 辰巳奈都子 飾
- 神崎惠里奈 - 朝日奈明 飾
- 春名美羽 - 櫻木凛 飾
- 桜木貴志 - 大口兼悟 飾
- 青山珠里 - 木口亞史 飾
- 佐佐木翔子 - 橫山美雪 飾

#### 歌曲
- 『君がいで』- May J. - 主題歌
- 『POKER FACE』- LADY GAGA - 挿入歌
- 『with...』 - SWEET BLACK feat. MAKI GOTO - 片尾曲

### 孃王3~Special Edition~
2010年東京電視台集結原班人馬與第2部女主角原幹惠開拍第3部，並於2010年10月8日至12月4日首播。

#### 主要角色
- 杏藤 舞 - 原幹惠飾
- 小宮山 櫂人 - 渡部豪太飾
- 小宮山 雪乃 - 神樂坂惠飾
- 香月 理央名 - 明日花綺羅飾
- 桐島 香織 - 嘉那蕾音飾
- 久遠 惠流 - 中山惠飾
- 瀧 堇 - 松本纱雪飾
- 神代 瑪利亞 - 原紗央莉飾
- 萌 - 佐久間麻由飾
- 伊部 權造 - 金剛地武志飾
- 姬華 - 羽田愛飾
- 憂妃 - 川村梨華飾
- 蕾拉 - 丸高愛實飾
- 紗夜 - 星野明飾

#### 歌曲
- 『Surrender Love』- 彩冷える - 主題曲
- 『Beautiful Monster』- Ne-Yo - 插入曲
- 『愛罠』 - PLΛTINUM - 片尾曲

## 外部連結
- 東京電視台《孃王Special Edition》官方網站 （页面存档备份，存于）
- 集英社《孃王》官方網站 （页面存档备份，存于）
- 東京電視台《孃王Virgin》官方網站 （页面存档备份，存于）
- BS JAPAN《孃王》官方網站 （页面存档备份，存于）
- 民視《孃王》官方網站

## 節目的變遷
| 香港 有線娛樂台 星期一至五 23:00-00:00     | 香港 有線娛樂台 星期一至五 23:00-00:00      | 香港 有線娛樂台 星期一至五 23:00-00:00 |
| ------------------------------------------ | ------------------------------------------- | -------------------------------------- |
|                                            | 孃王Virgin （2010年2月25日 - 2010年3月5日） |                                        |
| 拜託小姐 （2010年1月26日 - 2010年2月24日） | 藍色生死戀 （2010年3月8日 - 2010年3月31日） |                                        |

| 香港 Now101台 星期日 22:00-22:30 | 香港 Now101台 星期日 22:00-22:30              | 香港 Now101台 星期日 22:00-22:30 |
| -------------------------------- | --------------------------------------------- | -------------------------------- |
|                                  | 孃王3 （2012年5月20日 - 2012年8月5日）        |                                  |
| 非戲劇時段                       | 純情外宿生 （2012年8月12日 - 2012年10月28日） |                                  |